# فلوريان ريديل
فلوريان ريديل (بالألمانية: Florian Riedel)‏ (9 أبريل 1990 بفرداو في ألمانيا - ) هو لاعب كرة قدم ألماني في مركز الظهير. لعب مع أغوف أبيلدورن ونادي كايزرسلاوترن ونادي هرتا برلين ونادي أوسنابروك و1. FC Kaiserslautern II ‏ وHertha BSC II ‏.

## وصلات خارجية
- فلوريان ريديل على موقع قاعدة بيانات كرة القدم.إي يو (الإنجليزية)
- فلوريان ريديل على موقع بيانات كرة القدم. دي إي (الألمانية)
- فلوريان ريديل على موقع Soccerway.com (الإنجليزية)
- فلوريان ريديل على موقع عالم كرة القدم.نت (الإنجليزية)